# Beijing Changping Shahe Automobile Refit Works
Beijing Changping Shahe Automobile Refit Works, auch Beijing Yunsong Automobile Refit Works genannt, war ein Hersteller von Automobilen aus der Volksrepublik China.

## Unternehmensgeschichte
Das Unternehmen aus Peking begann in den 1990er Jahren mit der Produktion von Automobilen. Der Markenname lautete Changsheng. Es ist nicht bekannt, wann die Produktion endete.

## Fahrzeuge
Ein Modell war ein Pick-up, der auf dem Beijing BJ 121 basierte und dessen Front dem Jeep Cherokee ähnelte.
Der BCS 6330 war ein Minivan. Er ähnelte dem Hualiu BHL 6350 von Beijing Hualian Automobile, war mit 330 cm Länge allerdings 20 cm kürzer.